# Суперкубок Англії з футболу 1921
Суперкубок Англії з футболу 1921 — 8-й розіграш турніру. Матч відбувся 16 травня 1921 року між чемпіоном Англії клубом «Бернлі» та володарем кубка країни клубом «Тоттенгем Готспур».
| Володар Суперкубка Англії 1921   |
| -------------------------------- |
|                                  |
| «Тоттенгем Готспур» Перший титул |

## Учасники
| Клуб                | Участей | Роки (жирним виділено перемоги) |
| ------------------- | ------- | ------------------------------- |
| «Тоттенгем Готспур» | 1       | 1920                            |
| «Бернлі»            | дебют   |                                 |

## Матч

### Деталі
| 16 травня 1921 |

| «Тоттенгем Готспур» | 2–0      | «Бернлі» |
| ------------------- | -------- | -------- |
| Кантрелл Блісс      | Протокол |          |

| Вайт Гарт Лейн, Лондон Глядачів: 18 000 |

|  |  |

| В                |  | Алекс Гантер    |
| З                |  | Томас Клей      |
| З                |  | Боб Макдональд  |
| ПЗ               |  | Берт Сміт       |
| ПЗ               |  | Чарлі Волтерс   |
| ПЗ               |  | Артур Грімсделл |
| Н                |  | Джиммі Бенкс    |
| Н                |  | Джиммі Сід      |
| Н                |  | Джиммі Кантрелл |
| Н                |  | Герберт Блісс   |
| Н                |  | Джиммі Діммок   |
| Головний тренер: |  |                 |
| Пітер Маквілліам |  |                 |

| В                |  | Джеррі Доусон |
| З                |  | Лен Смелт     |
| З                |  | Девід Тейлор  |
| ПЗ               |  | Альф Баснетт  |
| ПЗ               |  | Томмі Бойл    |
| ПЗ               |  | Біллі Вотсон  |
| Н                |  | Біллі Несбітт |
| Н                |  | Боб Келлі     |
| Н                |  | Джо Андерсон  |
| Н                |  | Бенні Кросс   |
| Н                |  | Едді Мосскроп |
| Головний тренер: |  |               |
| Джон Гейворт     |  |               |